# Taboriw
Taboriw (ukr. Таборів, pol. hist. Taborów) – wieś na Ukrainie, w obwodzie kijowskim, w rejonie białocerkiewskim, w radzie wiejskiej Czubynci. W 2001 roku liczyła 280 mieszkańców.
Według danych z 2001 roku 97,9% mieszkańców jako język ojczysty wskazało ukraiński, 1,8% – rosyjski, 0,3% – białoruski.